# سامب
سامب (بالسنسكريتية: साम्ब)‏ و(بالإنجليزية: Samba)‏ كان ابنًا للإله الهندوسي كريشنا وزوجته الثانية جامبافاتي [الإنجليزية]. أدت حيله الحمقاء إلى إنهاء سلالة يادو [الإنجليزية] كما توقع كريشنا.

## معلومات المراجع
- Hudson، D. Dennis (2008). The Body of God: An Emperor's Palace for Krishna in Eighth-Century Kanchipuram. Oxford University Press. ISBN:978-0-199-70902-1. مؤرشف من الأصل في 2022-11-18.